# ۱۶۷۰ (مجموعه تلویزیونی)
۱۶۷۰ یک مجموعهٔ تلویزیونی مستندنمای طنز کمدی لهستانی است که در سال ۲۰۲۳ منتشر شد.

## گزیدهٔ بازیگران
- بارتوئومیئی توپا
- کاتاژینا هرمان
- مارتینا بیچکوفسکا
- دوبرومیر دیمتسکی
- آرتور یانوشاک
- الکساندرا اسکرابا
- کاژیمیش مازور